# 塞尔日·莫里
塞尔日·莫里（法語：Serge Maury，1946年7月24日—），法国男子帆船运动员。他曾代表法国参加1972年和1976年夏季奥林匹克运动会帆船比赛，其中1972年奥运会获得一枚金牌。